# Challenger de Surbiton 2022
El torneo Surbiton Trophy 2022 fue un torneo de tenis perteneció al ATP Challenger Tour 2022 en la categoría Challenger 125. Se trató de la 17.ª edición, el torneo tuvo lugar en la ciudad de Surbiton (Reino Unido), desde el 30 de mayo hasta el 5 de junio de 2022 sobre pista de césped al aire libre.

## Jugadores participantes del cuadro de individuales
| Favorito | País                      | Jugador            | Rank1 | Posición en el torneo |
| -------- | ------------------------- | ------------------ | ----- | --------------------- |
| 1        | Bandera del Reino Unido   | Andy Murray        | 67    | Semifinales           |
| 2        | Bandera de Francia        | Adrian Mannarino   | 69    | Primera ronda         |
| 3        | Bandera de Corea del Sur  | Soon-woo Kwon      | 71    | Primera ronda         |
| 4        | Bandera de Australia      | James Duckworth    | 72    | Primera ronda         |
| 5        | Bandera de Estados Unidos | Brandon Nakashima  | 75    | Cuartos de final      |
| 6        | Bandera de Chile          | Alejandro Tabilo   | 80    | Baja                  |
| 7        | Bandera de Estados Unidos | Denis Kudla        | 81    | FINAL                 |
| 8        | Bandera de Australia      | Jordan Thompson    | 82    | CAMPEÓN               |
| 9        | Bandera de Australia      | Thanasi Kokkinakis | 86    | Primera ronda         |

- 1 Se ha tomado en cuenta el ranking del 23 de mayo de 2022.

### Otros participantes
Los siguientes jugadores recibieron una invitación (wild card), por lo tanto ingresan directamente al cuadro principal (WC):
- Alastair Gray
- Paul Jubb
- Ryan Peniston

Los siguientes jugadores ingresan al cuadro principal tras disputar el cuadro clasificatorio (Q):
- Gijs Brouwer
- Billy Harris
- Pierre-Hugues Herbert
- Max Purcell
- Otto Virtanen
- Mark Whitehouse

## Campeones

### Individual Masculino
- Jordan Thompson derrotó en la final a  Denis Kudla, 7–5, 6–3

### Dobles Masculino
- Julian Cash /  Henry Patten derrotaron en la final a  Aleksandr Nedovyesov /  Aisam-ul-Haq Qureshi, 4–6, 6–3, [11–9]